# Axel Grandjean
Axel Carl William Grandjean (Copenhaguen, 9 de març de 1847 - 11 de febrer de 1932) fou un compositor, i director d'orquestra danès.
Estudià en el Conservatori de la seva ciutat natal, i es presentà com a cantant d'òpera per primera vegada el 1869, però després es dedicà exclusivament a l'ensenyança de la música i a la composició, deguin-se-li diverses òperes: 
- De to Armringe (1876);
- Colomba (1882);
- J. Möllen (1885); melodies, duets, obres corals (Traegfuglen, 1884); composicions per a piano, etc.

El 1884, en ocasió de les festes dedicades a Holberg, publicà una col·lecció de música, escrita pels drames de l'il·lustre escriptor.